# Madrid Open 2001 - Doppio
Il doppio del torneo di tennis Madrid Open 2001, facente parte del WTA Tour 2001, ha avuto come vincitrici Virginia Ruano e Paola Suárez che hanno battuto in finale Lisa Raymond e Rennae Stubbs con il punteggio di 7–5, 2–6, 7–6(4).

## Teste di serie
1. Lisa Raymond /  Rennae Stubbs (finale)
2. Virginia Ruano /  Paola Suárez (campionesse)

1. Nicole Arendt /  Magüi Serna (semifinali)
2. Alexandra Fusai /  Rita Grande (semifinali)

## Tabellone

### Legenda
| - Q = Qualificato - WC = Wild card - LL = Lucky loser | - ALT = Alternate - SE = Special Exempt - PR = Protected Ranking | - w/o = Walkover - r = Ritirato - d = Squalificato |